# Trichocoleaceae
Trichocoleaceae är en familj av bladmossor. Enligt Catalogue of Life ingår Trichocoleaceae i ordningen Jungermanniales, klassen Jungermanniopsida, divisionen bladmossor och riket växter, men enligt Dyntaxa är tillhörigheten istället ordningen Jungermanniales, klassen levermossor, divisionen levermossor och riket växter. Enligt Catalogue of Life omfattar familjen Trichocoleaceae 3 arter.
Kladogram enligt Catalogue of Life och Dyntaxa:
| Trichocoleaceae | \| \| Castanoclobos \| \| \| \| \| \| Eotrichocolea \| \| \| \| \| \| Trichocolea \| \| \| \| |
|                 | \| \| Castanoclobos \| \| \| \| \| \| Eotrichocolea \| \| \| \| \| \| Trichocolea \| \| \| \| |
|                 | Castanoclobos                                                                                 |
|                 |                                                                                               |
|                 | Eotrichocolea                                                                                 |
|                 |                                                                                               |
|                 | Trichocolea                                                                                   |
|                 |                                                                                               |

## Bildgalleri

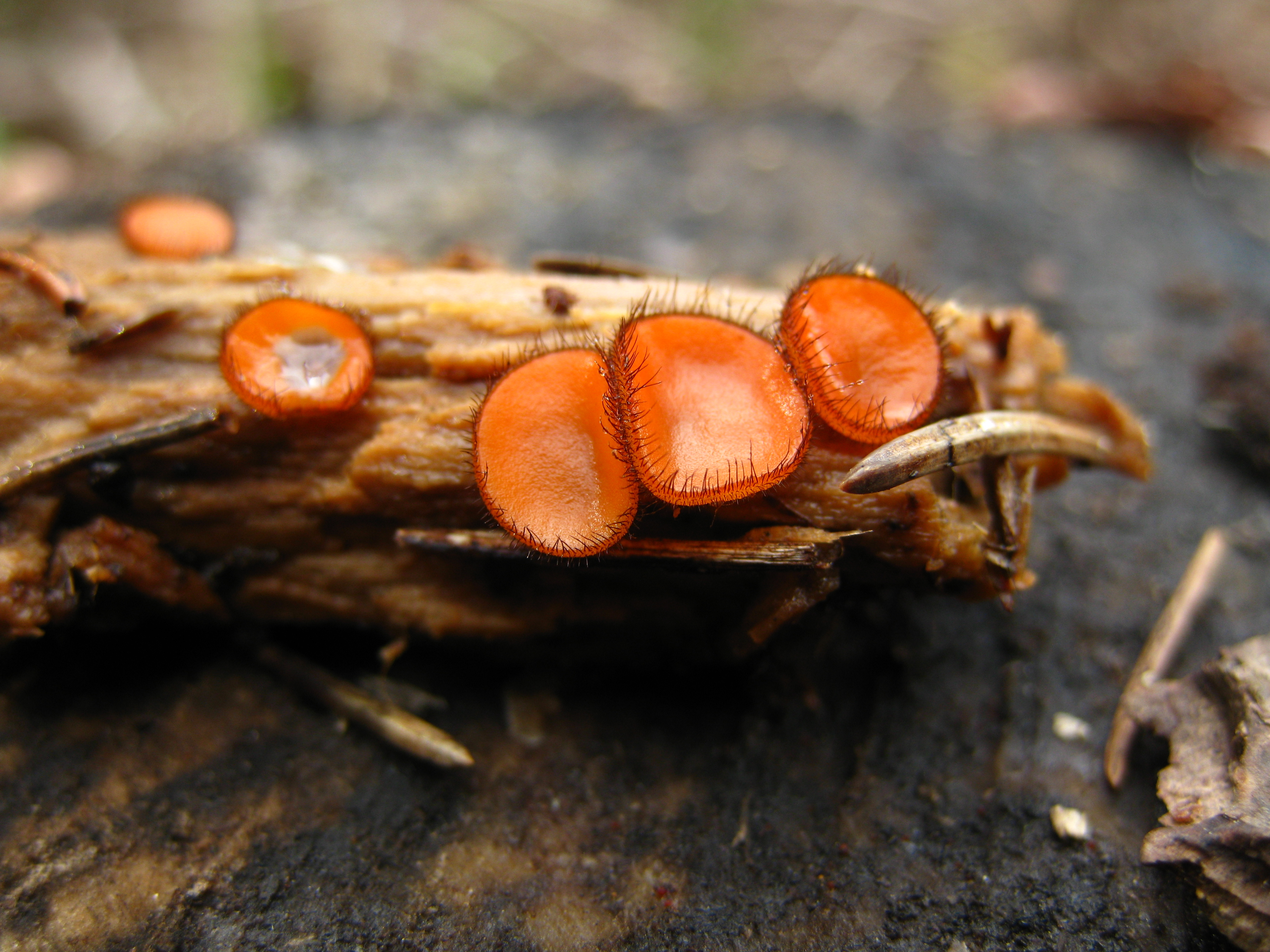
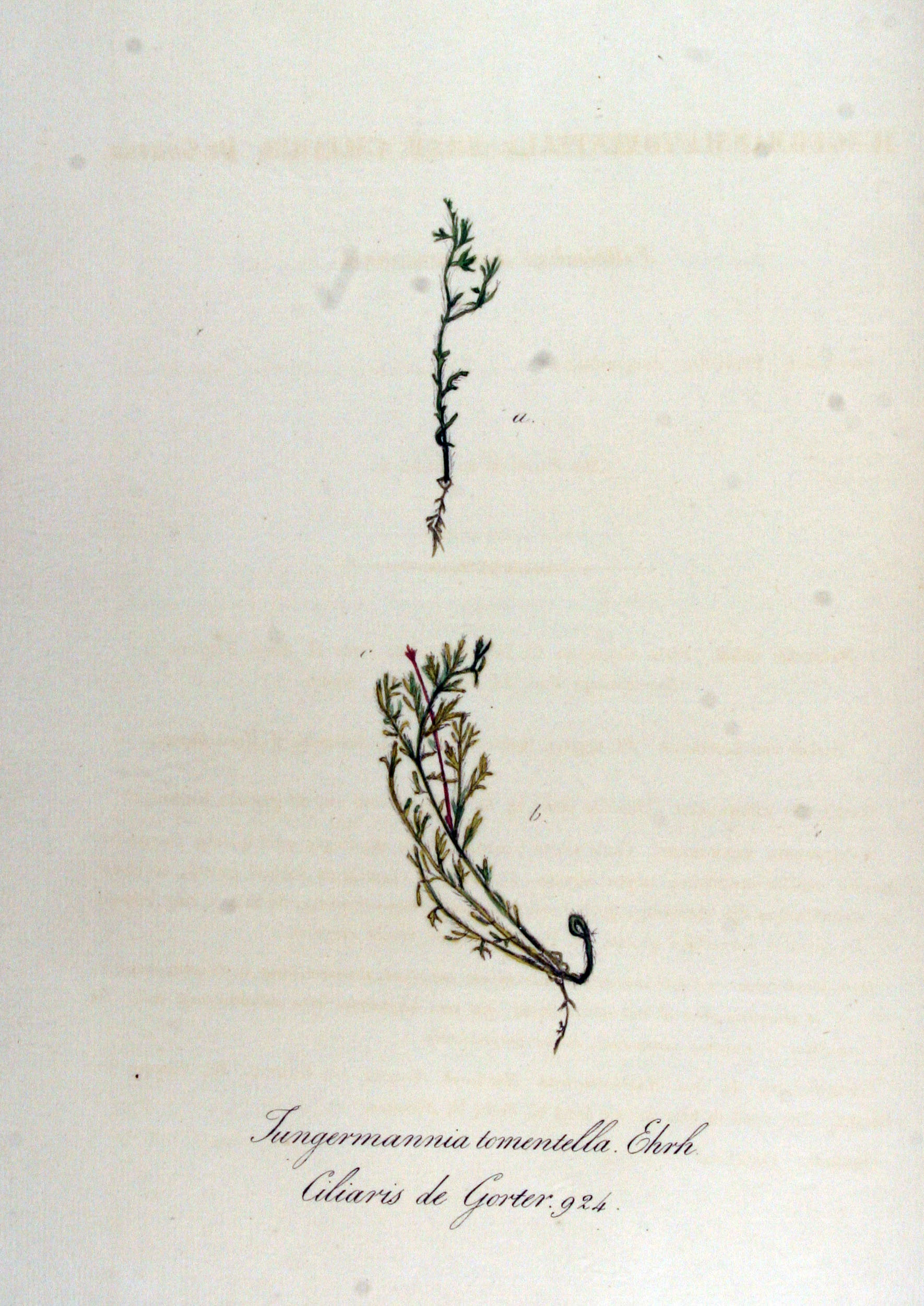
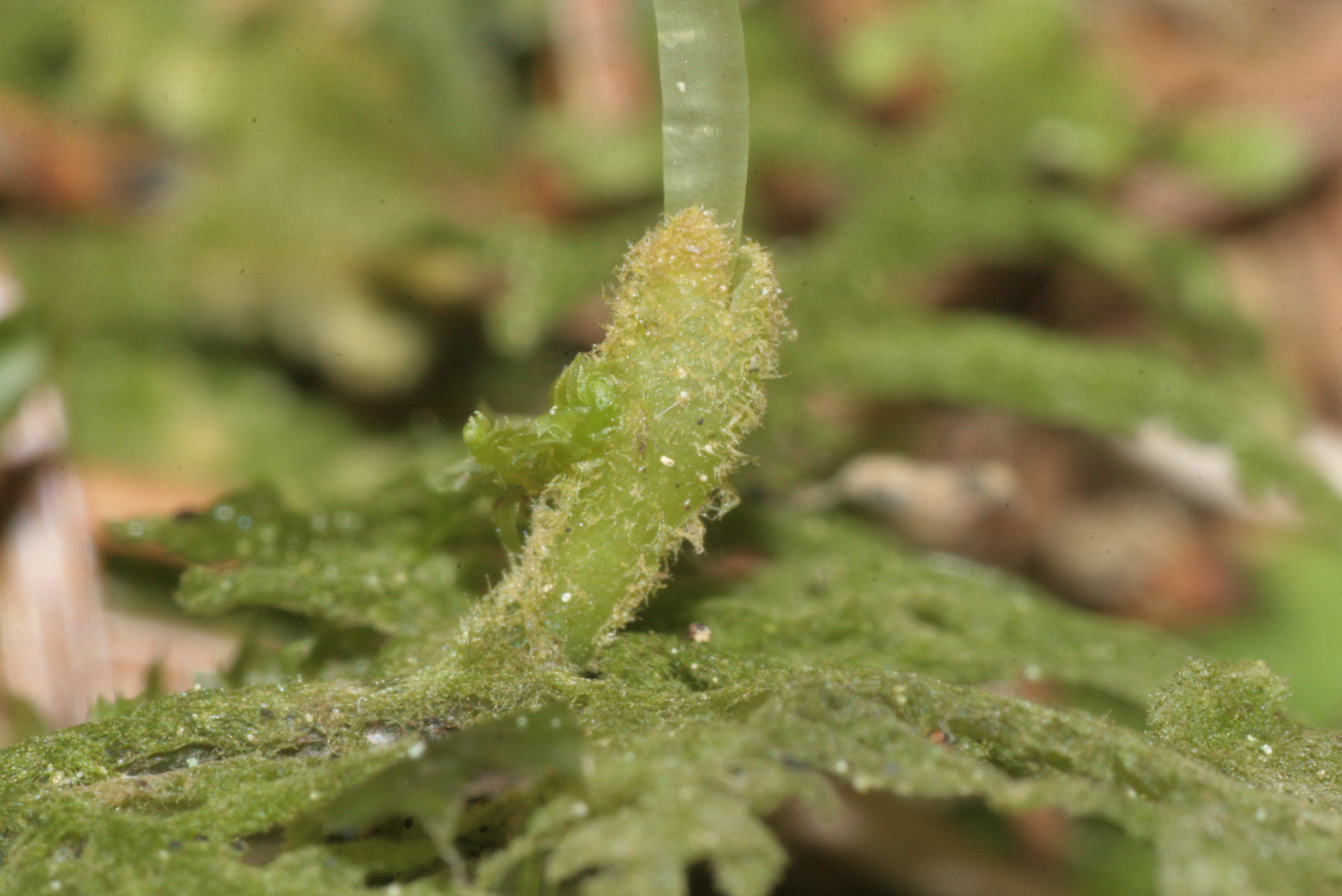
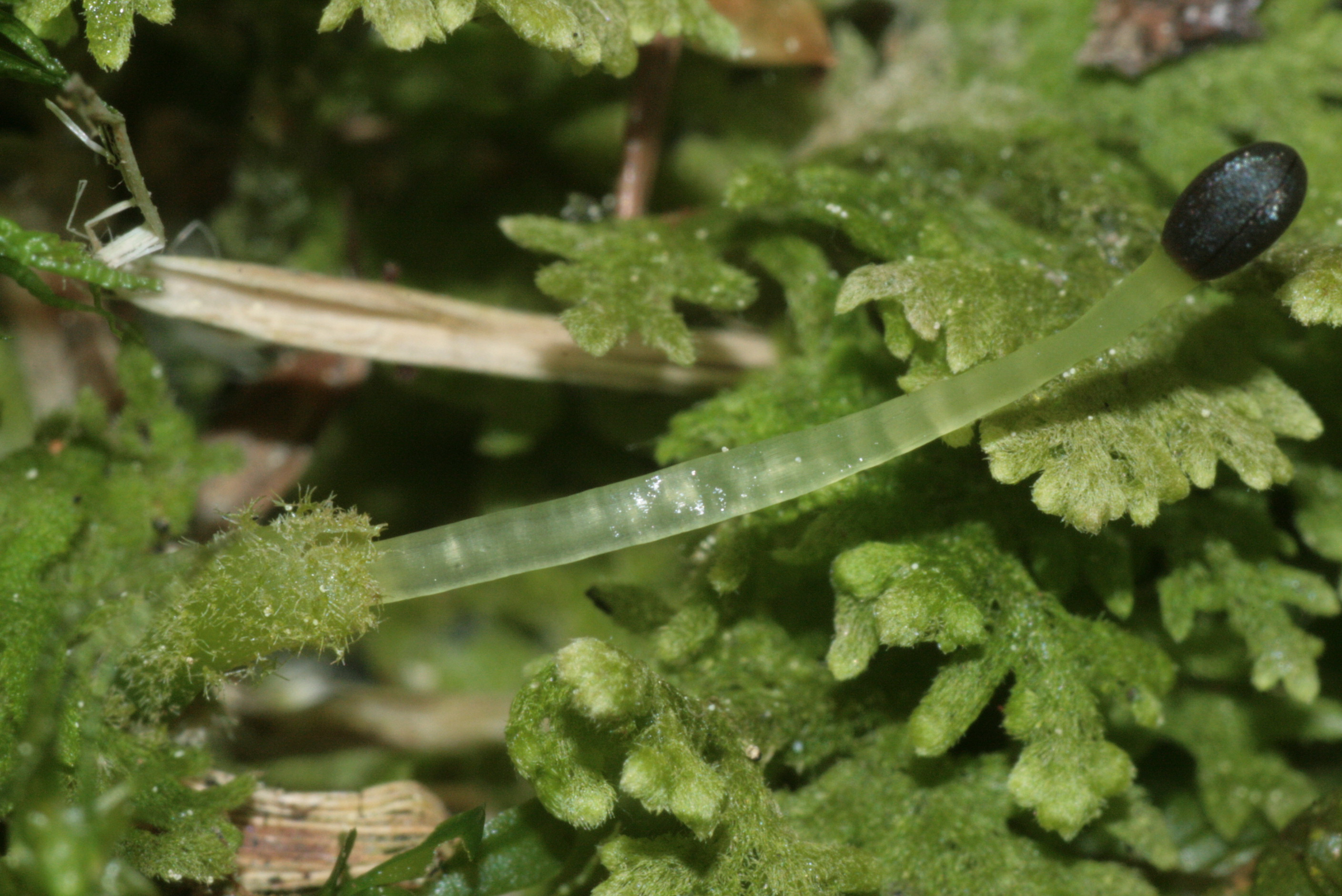
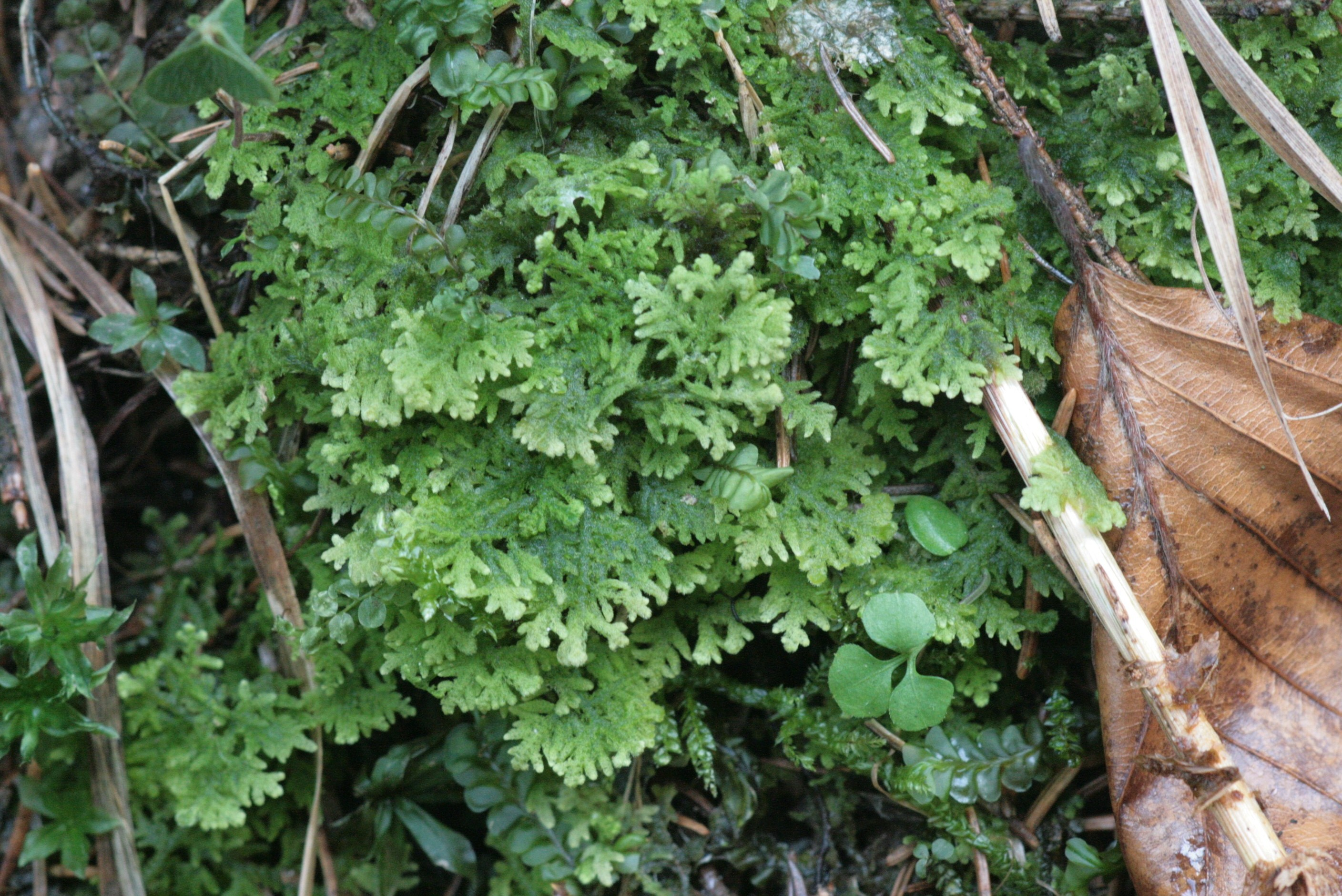
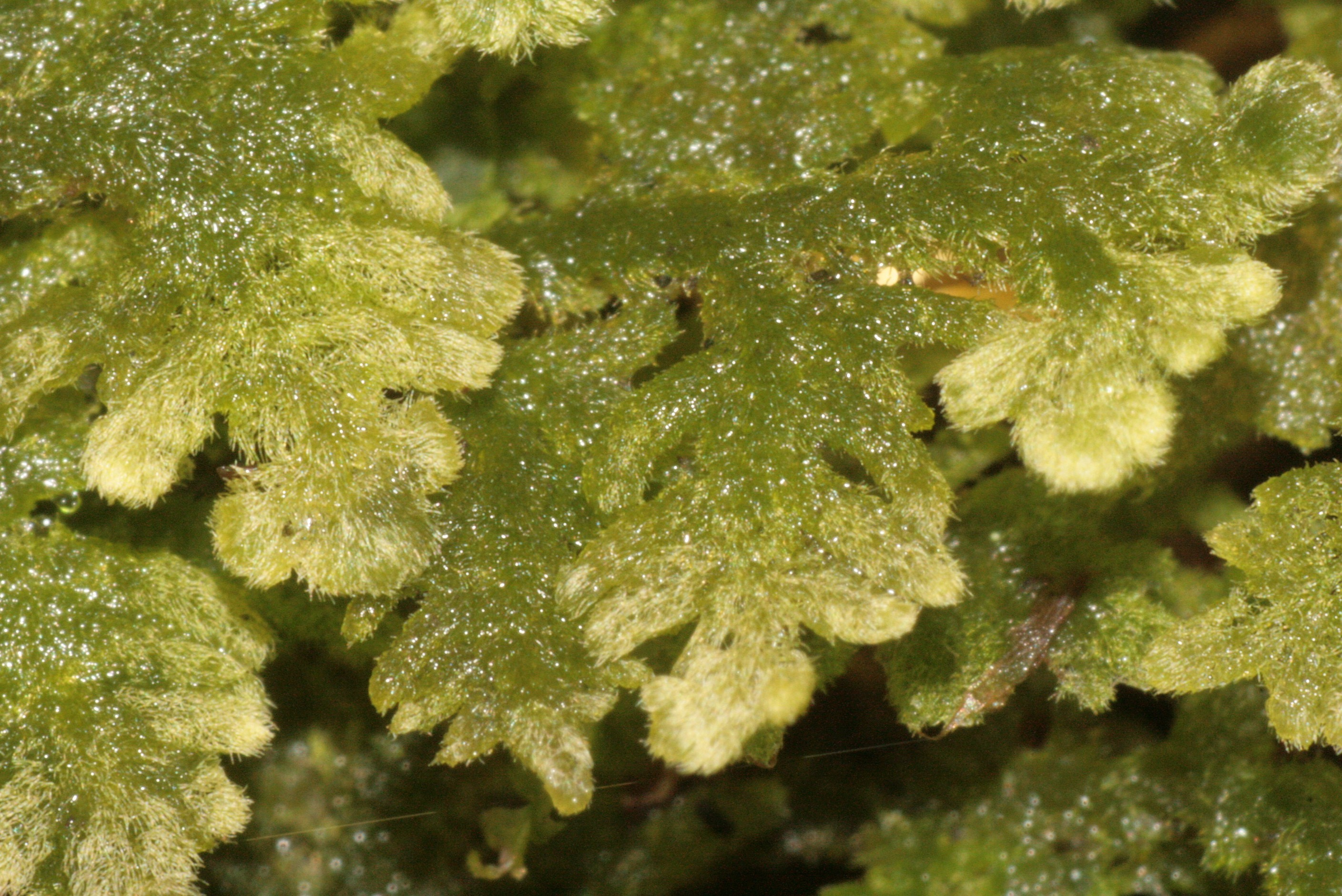